# Platystele dressleri
Platystele dressleri är en orkidéart som beskrevs av Carlyle August Luer. Platystele dressleri ingår i släktet Platystele och familjen orkidéer.
Artens utbredningsområde är Panamá. Inga underarter finns listade i Catalogue of Life.